# Jean-Georges d'Oława
Jean-Georges d'Oława (Jan Jerzy oławski en polonais Johann Georg von Ohlau und Wohlau en allemand) (né le 17 juin 1552 – † Ohlau (Oława) le 6 juillet 1592), fut duc d'Oława (allemand Ohlau) et de Wołów (allemand Wohlau) conjointement avec son frère et corégent de 1586 jusqu'en 1592.

## Biographie
Jean-Georges est le second fils de Georges II de Brzeg, duc de Brieg-Ohlau-Wohlau (en polonais Brzeg-Oława-Wołów), et de son épouse Barbara de Brandebourg, fille de Joachim II Hector de Brandebourg.
En 1586, après la mort de son père, Jean-Georges et son frère ainé Joachim-Frédéric héritent conjointement comme corégents, seulement de Ohlau et Wohlau, car Brieg avait été attribué par leur père à leur mère comme douaire jusqu'à sa mort. Les deux frères établissent leur résidence à Ohlau. Après sa mort sans héritier, Jean-George à comme successeur son frère Joachim-Frédéric, qui devient le seul duc régnant uniquement sur Wohlau, parce qu'Ohlau est donné comme douaire à la veuve de Jean-Georges. Anne de Wurtemberg perd ce domaine lorsqu'elle se remarie en 1594 avec le duc Frédéric IV de Legnica, et le restitue à Joachim-Frédéric qui deux mois plus tard récupère également Brzeg après la mort de sa mère Barbara de BrandeBourg.

## Union et postérité
Jean-Georges épouse à Brzeg le 16 septembre 1582, Anne de Wurtemberg (née à Stuttgart,le  12 juin 1561 – († Haynau (polonais Chojnów) le 7 juillet 1616), fille de Christophe de Wurtemberg. Ils ont deux enfants:
qui disparaissent au berceau:
- Georges Christophe (né le 13 mai 1583 – († 10 mai 1584).
- Barbara (née le 18 février 1586 – († 16 avril 1586).

## Sources
- (en) Cet article est partiellement ou en totalité issu de l’article de Wikipédia en anglais intitulé « John George of Ohlau » (voir la liste des auteurs), édition du 2 juillet 2014.
- (en) & (de) Peter Truhart, Regents of Nations, K. G Saur Münich, 1984-1988 (ISBN 359810491X), Art. « Lüben, Hainau, Ohlau », p.  2452.
- (de) Europäische Stammtafeln Vittorio Klostermann, Gmbh, Francfort-sur-le-Main, 2004  (ISBN 3465032926),  Die Herzoge von Liegnitz, Brieg und Wohlau 1586-1675 des Stammes der Piasten  Volume III Tafel 11.